# جرون جانسون
جرون جانسون (انگلیسی: Geron Johnson؛ زادهٔ ۹ اوت ۱۹۹۲) بازیکن بسکتبال اهل ایالات متحده آمریکا است.